# توم كيركوود
توم كيركوود (بالإنجليزية: Tom Kirkwood) هو أستاذ جامعي وأحيائي بريطاني، ولد في 6 يوليو 1951 في ديربان في جنوب أفريقيا.